# 刘光中
刘光中（1943年12月—），江苏省邗江县人，中华人民共和国政治人物。

## 生平
1968年9月，毕业于西安公路学院汽车系。曾任技术员、工程师、副厂长、厂长、公司副经理、经理。1983年7月，任中共西宁市委副书记，1988年6月任副市长、代市长，1989年4月，当选为西宁市市长。1988年6月至1997年12月，担任中共西宁市委书记。